# Дагмар Лойполд
Дагмар Лойполд (на немски: Dagmar Leupold) е немска писателка и преводачка, автор на романи, разкази и пиеси.

## Биография
Дагмар Лойполд е родена през 1955 г. в градчето Нидерланщайн, провинция Рейнланд-Пфалц. Израства в Оберланщайн и Майнц, където през 1974 г. завършва гимназия с матура.
Следва германистика, философия, театрознание и класическа филология в университетите на Марбург и Тюбинген. През 1980 г. полага държавен изпит по германистика и философия.
От 1980 до 1985 г. работи като преподавател по немски език в частни училища във Флоренция, а също като редактор в тамошния Немски институт по културна история.
От 1985 до 1990 г. е стипендиант на „Doctoral Program of Comparative Literature“ в Щатския университет на Ню Йорк и е доцент в Queens College. След това преподава компаративистика в университетите на Мюнхен и Бамберг. През 1993 г. защитава докторат по сравнително литературознание в Щатския университет на Ню Йорк.
В средата на 80-те години Лойполд започва да превежда от италиански.
Днес живее като писателка на свободна практика край Мюнхен.

## Творчество
През 2009 г. е публикуван романът ѝ „Светлината на нощта“ („Die Helligkeit der Nacht“), който извиква на живот писателя Хайнрих фон Клайст и описва как той пътува из немските земи и започва да си кореспондендира с терористката от Фракция Червена армия Улрике Майнхоф.
Също през 2009 г. излиза по кината филмът „Между днес и утре“ по романа ѝ „Eden Plaza“ (2002) и се ползва с успех.
Дагмар Лойполд ръководи „Студио литература и театър“ в Тюбингенския университет и е управляващ президент на Немския литературен фонд.
От 1998 г. е член на ПЕН клуба на Германия. През 2013 г. е куратор на „forum:autoren“ към Мюнхенския литературен фестивал.

## Награди и отличия
- 1992: „Литературна награда „Аспекте““
- 1994: Bayerischer Literaturförderpreis
- 1995: „Поощрителна награда Марта Заалфелд“
- 1995: Förderpreis der Bayerischen Akademie der Schönen Künste
- 2007: „Награда Георг К. Глазер“
- 2013: Nominierung Deutscher Buchpreis; Longlist
- 2013: „Награда Тукан“, für ihren Roman Unter der Hand
- 2016: Longlist Deutscher Buchpreis